# 달콤한 밤
《달콤한 밤 양정아입니다》는 양정아의 진행으로 SBS 러브FM에서 방송되고 있는 라디오 프로그램이다.
이봉원, 박미선의 우리집 라디오 후속 프로그램으로  2010년 SBS 라디오 봄 개편으로
2010년 3월 29일 방송을 시작했으나  2012년 SBS 라디오 봄 부분 개편으로  2012년 3월 25일을 끝으로 2년 만에 폐지되었다.